# جيم كون
جيم كون (بالإنجليزية: Jim Cohn)‏ هو شاعر أمريكي، ولد في 1953 في هايلاند بارك في الولايات المتحدة.